# Бернардіно Дроветті
Бернардіно Дроветті, повне ім'я Бернардіно Мікеле Марія Дроветті (італ. Bernardino Drovetti, 7 січня, 1776, Барбанія біля Турин, Турина — 5 березня, 1852, Турин) — громадянин Франції, італієць за походженням, французький військовий, дипломат, авантюрист і розкрадач старожитностей Стародавнього Єгипту.

## Ранні роки
Народився у комуні Барбанія, що розташована поблизу міста Турин. Незважаючи на територіальне розташування у Північній Італії, тодішнє королівство П'ємонт-Сардинія було орієнтоване на культуру Франції. Пришвидшення історичного процесу в Франції і бурхливі події французької революції 1789—1793 років рекрутували до Франції низку авантюристів і шукачів швидкого збагачення. Злам сталого королівського стану і пільгових станів аристократів несподівано відкрив широкі кар'єрні й фінансові перспективи для військових і авантюристів. Частка нешляхетних осіб спромоглася піднятися до вищих щаблів в управлінні армією та у революційному уряді — сам Наполеон Бонапарт, бідняк і провінційний адвокат Максиміліан Робесп'єр, Йоахім Мюрат, син простого шинкаря, Карл XIV Юган Бернадот, адвокат з провінції тощо.

## У наполеонівській армії

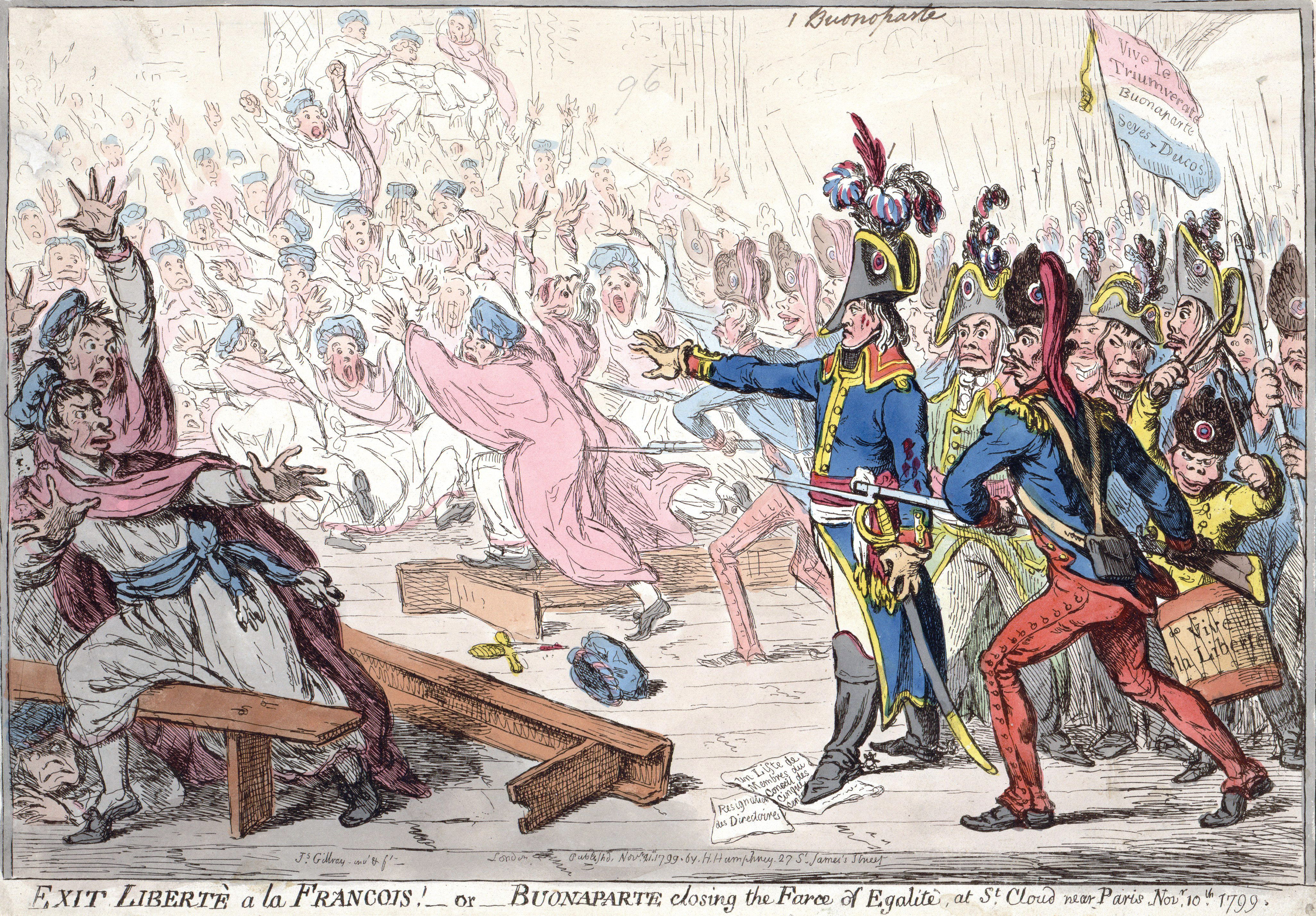
Джеймс Гілрей. Висвітлення подій в англійській карикатурі.  «Наполеон насиллям припиняє фарс зі свободою у пореволюційній Франції», 1799 р.
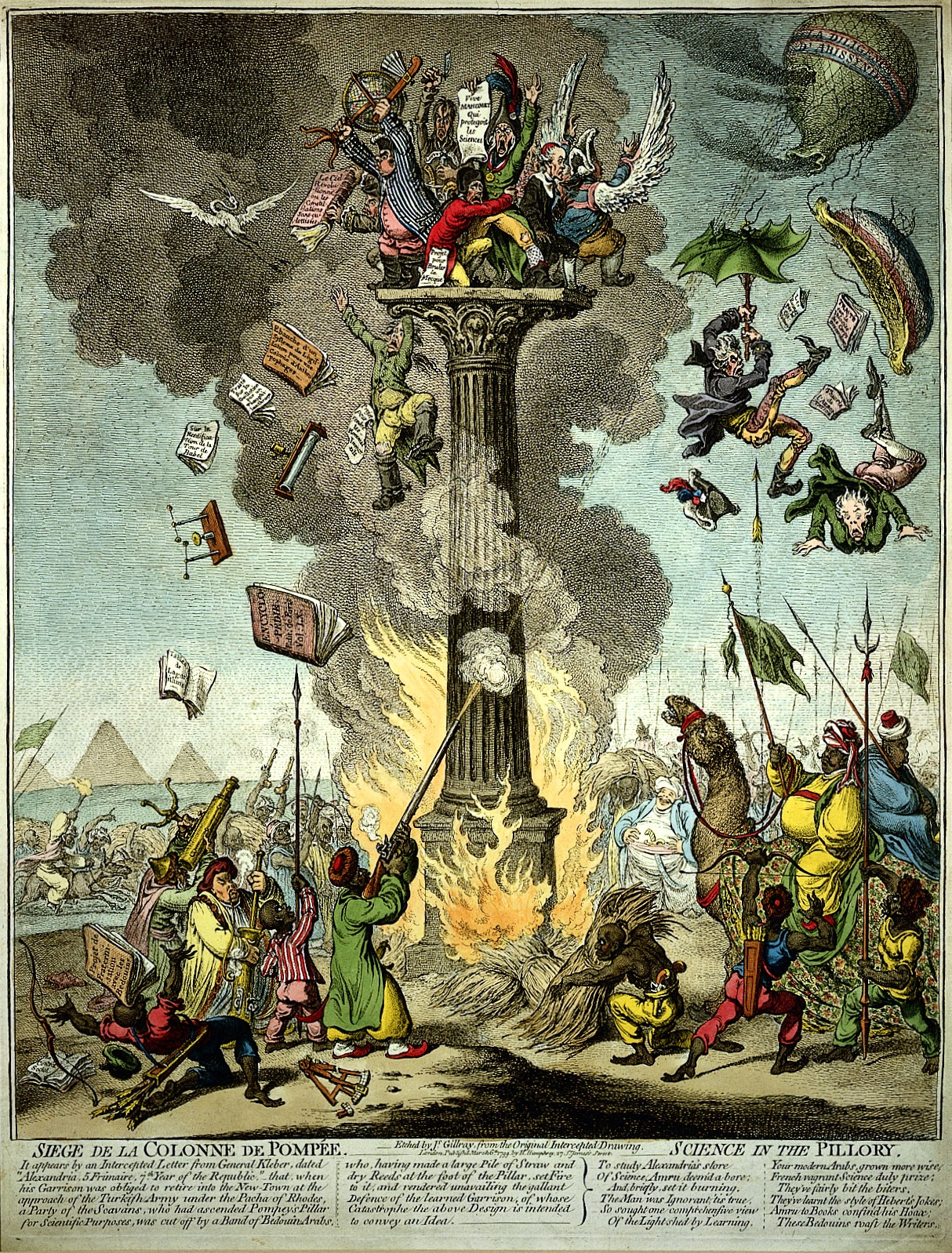
Джеймс Гілрей.  Наполеонівська авантюра у Єгипті в англійській карикатурі. «Купка французьких науковців, що покинута Наполеоном у Єгипті і страждає від вояків-арабів», 1799 р.

Спробу поліпшити власну кар'єру зробив і провінціал Бернардіно Дроветті, особа з авантюрними рисами в характері. Він перейшов у підданство Франції і став військовим. Як чиновник він був відісланий у арабський Єгипет разом із армією Наполеона (1798–1799 роки), політична мета кампанії наполеонівського уряду була послабити позиції Великої Британії у Північній Африці. Наполеон програв кампанію і потайки покинув Єгипет, покинувши армію.
Бернардіно Дроветті сприяв рятуванню життя Йоахима Мюрата, чим зміцнив власний стан у французькій адміністрації. Трохи пізніше він отримає посаду французького консула і працював у Єгипті. Період припав на активне дослідження історії Стародавнього Єгипту з боку науковців Франції і шалене розкрадання історичних і мистецьких артефактів зниклої цивілізації. Розкрадання і перепродаж цих артефактів відкрили шанси для швидкого збагачення, до котрого діяльно залучався і Бернардіно Дроветті.

## Діяльність в арабському Єгипті

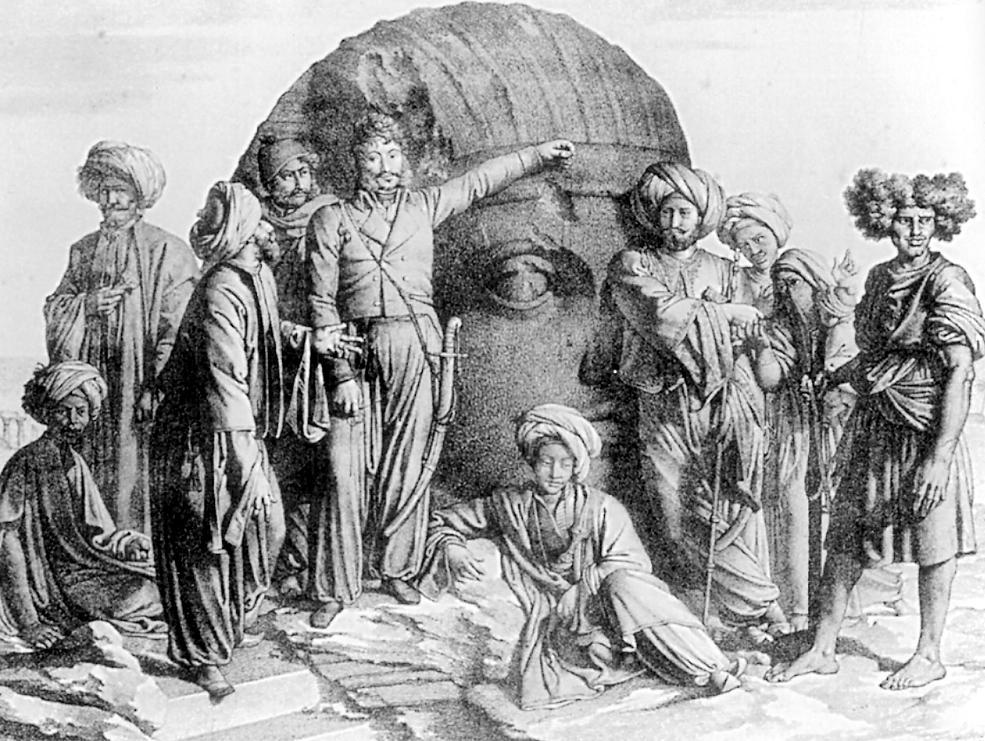
Гравер Годфрі Енгельман. «Бернардіно Дроветті обміряє велетенську голову скульптури у Верхньому Єгипті», 1819 рік.

Ще 1803 року за сприяння наполеонівського міністра Талейрана Бернардіно Дроветті отримав вигідно-прибуткову посаду в Арабському Єгипті.
Катастрофи кінця наполеонівської держави не позначилися погано на кар'єрі Бернардіно Дроветті, як і остаточне усунення від політики самого Наполеона Бонапарта. Дроветті вчасно перейшов на бік роялістів (французьких прибічників монархії) і сприяв реставрації влади короля у Франції замість імператора Наполеона. 1820 року за прихильність до короля він отримав орден Почесного легіону… Ні про яку прихильність до французької революції і її справ, ні про прихильність до Наполеона не йшлося взагалі.
Перебування у арабському Єгипті навернуло Дроветті до розшуку і розкрадання історичних артефактів з метою перепродажу і власного збагачення. Так, він використав наближеність до володаря Єгипту Валі Мухаммеда Алі і власний службовий стан та отримав дозвіл на обстеження храмового комплексу в Луксорі (але розкрадання були не тільки у Луксорі).

## Безжальність до конкурентів
Збори партії старожитностей у Єгитті супроводжувалась безжальним ставленням до конкурентів або навіть до тих, кого розпалена уява Дроветті сприймала як конкурентів, дійсних або можливих. Збережена відомість про інтриги проти французького науковця Франсуа Шампольйона (Дроветті намагався перешкодити науковцю в експедиції до Єгипту), з котрим Дроветті зустрівся у Єгипті. Вороже ставлення було також до Генрі Солта та Джованні Бельцоні, англійців за громадянством і теж збирачами старожитностей.
Могутність бізнесспрви Дроветті підсилила команда бандиткуватих помічників консула, куди увійшли Антоніо Леболо та Розіньяні.

## Три продані партії артефактів
Зібраних єгипетських артефактів вистачило на три різні партії.
- Він запропонував продати першу партію старожитностей у Парижі, але продаж не відбувся. 1824 року цю партію у Дроветті придбав сардинський король Карл Фелікс і вона стане основою для Єгипетського музею в Турині.

- Другу партію товарів у нього придбав король Франції Карло Х Бурбон і вона перейшла у музей Лувр.

- Третя партія товару була придбана 1836 року в Берліні Карлом Ріхардом Лепсіусом. Вона перейшла до Єгипетського музею у Берліні.

## Смерть божевільним
Бернардіно Дроветті закінчив життя в лікарні для божевільних у Турині і був похований на місцевому Монументальному цвинтарі.